# 丸亀市立広島小学校
丸亀市立広島小学校（まるがめしりつ ひろしましょうがっこう）は、香川県丸亀市広島町江の浦にある公立小学校。
瀬戸内海に浮かぶ塩飽諸島の広島に位置する。
2009年度現在、在籍児童は1名だったが、同児が2010年3月に卒業したことで在籍者がいなくなり、同月末をもって休校となった。

## 沿革
- 1877年（明治10年）1月 - 江の浦小学校として創立。
- 1934年（昭和09年）4月 - 現校地に移転。
- 1947年（昭和22年）4月 - 広島村立広島小学校と改称。
- 1958年（昭和33年）5月1日 - 仲多度郡広島村が丸亀市へ編入されたのに伴い、丸亀市立広島小学校と改称する。
- 1987年（昭和62年）4月 - 創立100周年記念式典。
- 1996年（平成08年）4月 - 広島西小学校を統合する。
- 2005年（平成17年）3月 - 広島学校給食センターが廃止される。
- 2006年（平成18年）4月 - 広島小学校の校地に広島中学校が移転、小中併設校となる。
- 2010年（平成22年）4月1日 - 在籍者が皆無となり、休校する[2]。

## 通学区域
広島全域と手島。
- 丸亀市
  - 広島町立石、広島町江の浦、広島町釜の越、広島町茂浦、広島町青木、広島町甲路、広島町市井、手島町

卒業生は基本的に丸亀市立広島中学校へ進学していたが、同中学校も2009年度末より休校となっている。

## 周辺
- 丸亀市役所 広島市民センター
- 丸亀市立広島中学校
- 讃岐広島郵便局

## アクセス
- 丸亀港から備讃フェリーで江ノ浦港まで乗船。江ノ浦港から北西へ500m
- 広島コミュニティバス 広島中学校にて下車
- 香川県道258号広島循環線沿い